# Renee Aucamp
Renee Aucamp ist eine ehemalige südafrikanische Squashspielerin.

## Karriere
Renee Aucamp war in den 1970er- und 1980er-Jahren als Squashspielerin aktiv. 1979 und 1983 stand sie im Hauptfeld der Weltmeisterschaft und schied beide Male gegen Vicki Cardwell aus. 1979 erreichte sie die zweite Runde, vier Jahre später gelang ihr der Einzug ins Achtelfinale. Sie gewann von 1979 bis 1985 siebenmal in Folge sowie nochmals 1987 die südafrikanischen Landesmeisterschaften.

## Erfolge
- Südafrikanische Meisterin: 7 Titel (1979–1985, 1987)